# Jan Chryzostom Dowmont Siesicki
Jan Chryzostom Dowmont Siesicki herbu Bawola Głowa – pisarz ziemski wiłkomierski w latach 1713–1740, wojski wiłkomierski w latach 1712–1713, stolnik wiłkomierski od 1702 roku.
Poseł wiłkomierski i na sejm nadzwyczajny 1712 roku i sejm nadzwyczajny (z limity) 1712/1713 roku. Był posłem powiatu wiłkomierskiego na sejm 1722 roku i sejm 1729 roku.